# Carlinhos Paulista
Carlos Augusto Rodrigues, mais conhecido como Carlinhos Paulista ou Carlinhos (Campinas, 5 de dezembro de 1974) é um ex-futebolista brasileiro que atuava como zagueiro.

## Biografia
Foi revelado pelo Guarani onde ganhou a Copa São Paulo de Futebol Júnior em 1994.
Foi convocado por Zagallo para a Seleção Brasileira que venceu o Torneio Pré-Olímpico de Futebol de 1996 e que também foi vice-campeã da Copa Ouro da CONCACAF. Nesse mesmo ano foi para Juventude onde conquistou o Campeonato do Interior Gaúcho. Foi durante esse momento que sofreu um acidente de automóvel onde morreu uma pessoa. Embora o inquérito o inocentasse, o ocorrido prejudicou sua carreira.
Em 1997, foi para o Waldhof Mannheim da segunda divisão da Alemanha.
Retornou ao Brasil em 1999 para o Figueirense onde foi bicampeão catarinense nesse mesmo ano e em 2000.
No ano seguinte, vai para o Bahia onde conquista a Copa do Nordeste e o Campeonato Baiano.
Volta ao Figueirense em 2002, onde conquista mais um Campeonato Catarinense.
Volta ao Bahia em 2003, por empréstimo.
Em 2005, vai para o Santa Cruz onde conquista o Campeonato Pernambucano e obtém o vice-campeonato do Campeonato Brasileiro - Série B desse mesmo ano.
Em 2007, conquista o Campeonato Alagoano pelo Coruripe.
Em 2009, vai para o Red Bull Brasil onde conquista o Campeonato Paulista da Segunda Divisão desse ano e o Campeonato Paulista Série A3 de 2010 atuando como capitão. Foi vice-campeão da Copa Paulista 2010. Em 2011, teve o contrato rescindido pelo Red Bull Brasil.

## Títulos
Seleção Brasileira
- Torneio Pré-Olímpico de Futebol de 1996: 1996
- Torneio de Toulon de 1995
- Torneio Sul-americano sub-17 de 1991

Guarani
- Copa São Paulo de Futebol Júnior: 1994

Juventude
- Campeonato do Interior Gaúcho: 1996

Figueirense
- Campeonato Catarinense: 1999, 2000, 2002

Bahia
- Copa do Nordeste: 2001
- Campeonato Baiano: 2001

Santa Cruz
- Campeonato Pernambucano: 2005

Coruripe
- Campeonato Alagoano: 2007

Red Bull Brasil
- Campeonato Paulista Série A3: 2010
- Campeonato Paulista da Segunda Divisão: 2009